# Vicente de Ribas
Vicente de Ribas, O.S.B., también llamado Vicente Valentini (o Valenciano) de Ribes (Valencia, ? - Montserrat, 10 de noviembre de 1408), religioso y Cardenal de la Iglesia español.

## Biografía
Profesó en la Orden de San Benito (benedictinos) y obtuvo el doctorado en Derecho Canónico. Estuvo en el monasterio de Ripoll y fue nombrado abad de Montserrat por Urbano VI (1384). A la vez, el antipapa Clemente VIII nombró para el mismo puesto a Pedro de Verne; el rey de Aragón, Pedro, el Ceremonioso, no quiso tomar partido y no reconoció ninguno de los nombramientos, hasta que, a su muerte (1387) Ribas pudo tomar posesión. Martín, el Humano de Aragón lo nombró su canciller y más tarde embajador ante el Papado.
Fue creado cardenal presbítero en el consistorio del 19 de septiembre de 1408 con el título de Santa Anastasia. Murió muy poco después (10 de noviembre de 1408).